# هيرموجينيس لوبيز
هيرموجينيس لوبيز (بالإسبانية: Hermógenes López)‏ (و. 1830 – 1898 م) هو سياسي من فنزويلا . تولى منصب رئيس فنزويلا (8 أغسطس 1887–2 يوليو 1888) .
وهو عضو في الحزب الليبرالي في فنزويلا .
توفي في بلنسية .
| المناصب السياسية           | المناصب السياسية         | المناصب السياسية          |
| -------------------------- | ------------------------ | ------------------------- |
| سبقه أنطونيو غوزمان بلانكو | رئيس فنزويلا 1887 - 1888 | تبعه خوان بابلو روخاس بول |